# La Tossa (Montblanc)
La Tossa és una muntanya de 546 metres que es troba al municipi de Montblanc, a la comarca de la Conca de Barberà.